# In My Room
«In My Room» — песня американской рок-группы Beach Boys с их альбома 1963 года Surfer Girl.
Песня также была издана на отдельном сингле (с песней «Be True to Your School» на противоположной стороне). Обе стороны тогда вошли в «Горячую сотню» американского журнала «Билборд»: «Be True to Your School» достигла 6 места, а «In My Room» 23-го.
В 2004 году журнал Rolling Stone поместил песню «In My Room» в исполнении группы Beach Boys на 209 место своего списка «500 величайших песен всех времён». В списке 2011 года песня находится на 212 месте.
В 1999 году оригинальный сингл Beach Boys с этой песней (вышедший в 1963 году на лейбле Capitol Records) был принят в Зал славы премии «Грэмми». (Указан в списке на сайте премии как просто «In My Room».)